# Конюшина червонувата
{{#ifeq:0|0|{{#if:|{{#if:Trifoliumrubens|[[]}}|}}}}
Конюши́на червонува́та, конюшина довгоголівчаста (Trifolium rubens) — багаторічна трав'яниста рослина роду конюшина родини бобових.

## Біоморфологічна характеристика
Багаторічна гола прямовисна кремезна трава 20–60(90) см. Листя 3-кратне; листочки завдовжки до 6 см, вузько-овальні. Верхні листки протилежні. Листові пластини довгасто-ланцетні, голі, шкірясті, сильно жилкуваті, зубчасті. Прилистки великі, ланцетні, звивисто-зубчасті. Трубка чашечки гола; головки довгасті, при плодах циліндричні. Квітки червоні, у довжину 12–15 мм, прямовисні, дуже численні, у великих довгасто-циліндричних головках, кінцеві, часто подвійні. Насіння яйцювате, сферичне до асиметрично серцеподібного, 1.7–2.3 × 1.4–1.8 мм; поверхня гладка, від тьмяно до світло блискучої, від піщано-жовтої до фіолетово-коричневої, однотонна чи з темними плямами. 2n=16.

## Поширення
Вид зростає у Європі крім півночі і Росії; інтродукований до Алжиру й південної Австралії. 
В Україні вид зростає на луках, по узліссях і чагарниках — зрідка в зх. ч. до Дніпра.